# وپگونتا
وپگونتا (به انگلیسی: Vepagunta) یک زیستگاه انسانی در هند است که در Visakhapatnam district واقع شده‌است.

## خصوصیات
وپگونتا ۲۶٬۸۸۱ نفر جمعیت دارد.